# Tetrachord
Ein Tetrachord (altgriechisch für „Viersaiter“) ist eine Viertonfolge mit dem Rahmenintervall einer reinen Quarte. Der Begriff ist aus der Musiktheorie im antiken Griechenland übernommen und wird gelegentlich zur Beschreibung des Baus von Tonleitern herangezogen. Von den verschiedenen im alten Griechenland üblichen Formen hat nur das sogenannte diatonische Tetrachord in die westliche Musiktheorie Eingang gefunden. Dieses Tetrachord setzt sich aus zwei Ganztönen und einem Halbton zusammen, wobei folgende Varianten möglich sind: Ganzton-Ganzton-Halbton, Ganzton-Halbton-Ganzton und Halbton-Ganzton-Ganzton.
Die klassischen diatonischen Tonleitern (Dur, Moll, Kirchentöne) lassen sich unter Hinzufügung eines weiteren Ganztons aus zwei gleichartig strukturierten Tetrachorden zusammensetzen, vorausgesetzt man wendet die gleichen Verhältnisse an, die den altgriechischen Tonleitern zugrunde lagen. Dabei sind zwei Fälle zu unterscheiden:
1. Die beiden Tetrachorde sind unverbunden und der zusätzliche Ganzton liegt mittig zwischen ihnen.
2. Die beiden Tetrachorde sind durch einen gemeinsamen Ton miteinander verbunden und der zusätzliche Ganzton wird oben oder unten angefügt.[4]

Beispiele
1. Bei der C-Dur-Tonleiter (c-d-e-f-g-a-h-c) haben die beiden unverbundenen Tetrachorde die Intervallstruktur: Ganzton-Ganzton-Halbton. Zwischen dem ersten Tetrachord (c-d-e-f) und dem zweiten (g-a-h-c) liegt der Ganztonschritt f-g.
2. Bei der natürlichen a-Moll-Tonleiter (a-h-c-d-e-f-g-a) haben die beiden Tetrachorde die Struktur: Ganzton-Halbton-Ganzton. Das erste Tetrachord (a-h-c-d) ist mit dem zweiten (d-e-f-g) durch den gemeinsamen Ton d verbunden und oben wird ein zusätzlicher Ganztonschritt g-a angefügt.

## Heutiger Sprachgebrauch
Wenn in der heutigen musikdidaktischen Literatur Tetrachorde zur Beschreibung von Tonleitern herangezogen werden, so ist oft ausschließlich von unverbundenen Tetrachorden die Rede. Eine Allgemeine Musiklehre zum Beispiel beschreibt die Molltonleiter als aus zwei unverbundenen Tetrachorden zusammengesetzt: „Im Gegensatz zur Durtonleiter sind deshalb die beiden Tetrachorde der Molltonleiter voneinander abweichend gebaut.“ Reinhard Amon schreibt: „Fast alle siebentönigen Skalen (Dur, Moll, Ungarische Tonleitern, Bluesskala) sind aus zwei übereinandergestellten Tetrachorden aufgebaut. Der unterste Ton des ersten bildet dabei mit dem obersten Ton des zweiten eine Oktav als Rahmen.“
Diese Betrachtungsweise ist nicht unproblematisch. Während das Arbeiten mit verschiedenartigen unverbundenen Tetrachorden etwa bei der natürlichen Molltonleiter noch reibungslos funktioniert, tritt z. B. bei der lydischen Tonleiter die Schwierigkeit auf, dass der untere „Tetrachord“ eine übermäßige Quart (Tritonus) umspannen würde. Dies stünde in krassem Widerspruch zum altgriechischen Tetrachordbegriff, bei dem ein konsonantes Rahmenintervall (Quarte) durch variable Zwischentöne ausgefüllt wird. Im altgriechischen Sinne kann die lydische Tonleiter nur verstanden werden als verbundene Kombination der beiden gleichartigen Tetrachorde g-a-h-c' und c'-d'-e'-f' mit unten angefügtem f.
Um „ungarische Tonleitern“ (Zigeunermoll- und -dur) zu erklären, müssen neben den oben erwähnten diatonischen auch „chromatische“ Tetrachorde herangezogen werden, die aus zwei Halbtonschritten und einer kleinen Terz bzw. übermäßigen Sekunde (Hiatus) bestehen. Das Zigeuner-Dur (c-des-e-f-g-as-h-c') lässt sich danach leicht erklären als aus den beiden Tetrachorden c-des-e-f und g-as-h-c' zusammengesetzt, die beide nach dem gleichen Muster (Halbton-Hiatus-Halbton) gebaut sind. Beim Zigeuner-Moll (c-d-es-fis-g-as-h-c') funktioniert eine analoge Erklärung jedoch nicht mehr befriedigend. Der untere „Tetrachord“ hätte eine andere Struktur als der obere und als Rahmenintervall einen („verbotenen“) Tritonus.
Solche Probleme, die in der Literatur gerne durch die Beschränkung auf unproblematische Beispiele und diskretes Verschweigen kritischer Fälle „gelöst“ werden, lassen sich leicht vermeiden, wenn man sich auf das altgriechische Prinzip besinnt, nach dem die Tetrachorde im Regelfalle durch einen gemeinsamen Ton verbunden sind und nur ausnahmsweise zur Vermeidung des Tritonus durch einen zwischengeschobenen Ganzton getrennt werden. In diesem Sinne würde sich das Zigeuner-Moll problemlos erklären als bestehend aus den verbundenen und gleich gebauten Tetrachorden d-es-fis-g und g-as-h-c′, die durch den unten angefügten Ton c zur Oktave vervollständigt werden.

## Geschichte

### Antikes Griechenland
Hauptbeitrag → Das Tonsystem des antiken Griechenlands.
In der Musik des antiken Griechenlands traten als Tongeschlechter neben der Diatonik auch die Chromatik und die Enharmonik auf. Diese sind jedoch nicht mit unseren heutigen Begriffen von Diatonik, Chromatik und Enharmonik gleichzusetzen.
Das Tetrachord spielte in der Musiktheorie der griechischen Antike eine wichtige Rolle. Im diatonischen Tetrachord erfolgte vom Anfangston aus ein Ganztonschritt, ein weiterer Ganztonschritt und schließlich ein Halbtonschritt abwärts. Der Halbtonschritt befand sich immer am unteren Ende des Tetrachordes. Auf den weißen Tasten des modernen Klaviers finden sich zwei solche altgriechischen Tetrachorde: e-d-c-h und a-g-f-e. Zusammengefügt ergeben diese beiden Tetrachorde eine absteigende diatonische Leiter. Das Zusammenfügen von Tetrachorden war ein grundlegender Gedanke in der Musiktheorie des antiken Griechenlands. Neben dem diatonischen Tetrachord gab es auch ein chromatisches Tetrachord mit der Schrittfolge kleine Terz, Halbton, Halbton und ein enharmonisches Tetrachord mit der Schrittfolge große Terz, Viertelton, Viertelton. Einige der ältesten Quellen über die Tetrachorde gehen auf griechische Philosophen und Mathematiker zurück. Mehr Aufschluss findet man bei den Beschreibungen der Griechischen Philosophen und Mathematiker. 
Philolaos – Abschnitt Musiktheorie,
Archytas – Abschnitt Musik,
Aristoxenos – Abschnitt Harmonik,
Euklid – Abschnitt Musiktheorie.

### Mittelalter
Siehe auch: Musik des Mittelalters
Musiktheoretiker des Mittelalters, namentlich der einflussreiche Hucbald von Saint-Amand, griffen das altgriechische Tetrachord-Konzept auf, aber in veränderter Form. Nun stellte man sich die Viertonfolgen nicht mehr absteigend vor, sondern aufsteigend, beschränkte sich auf diatonische Verhältnisse und platzierte die Halbtonschritte nicht ausschließlich unten, sondern wahlweise unten, in der Mitte oder oben. Die gewonnenen Tetrachorde wurden zu Hexachorden erweitert oder, wie in der griechischen Antike, zu modalen Leitern zusammengefügt, den so genannten Kirchentonleitern. So bestand die Kirchentonart Dorisch aus zwei Tetrachorden mit der Schrittfolge Ganzton, Halbton, Ganzton (auf den weißen Tasten des Klaviers: d-e-f-g und a-h-c-d).

### 20. Jahrhundert
Im 20. Jahrhundert übernahmen Musikethnologen den Begriff. Sie nannten Ausschnitte aus pentatonischen Leitern mit dem Rahmenintervall einer Quarte „Tetrachorde“, obwohl diese Ausschnitte nicht aus vier, sondern nur aus drei Tönen bestanden. Zwei dreitönige „Tetrachorde“ bildeten eine pentatonische Tonleiter (auf den schwarzen Tasten des Klaviers zum Beispiel cis-dis-fis und gis-ais-cis). In dieser Bedeutung wurde der Tetrachordbegriff insbesondere zur Erklärung japanischer Tonsysteme verwendet, etwa von Fumio Koizumi. Auch die melodische Analyse orientalischer Modi, wie etwa des iranischen Dastgah-Systems beruhen größtenteils auf tetrachordischer Sichtweise.